# Petr Křička

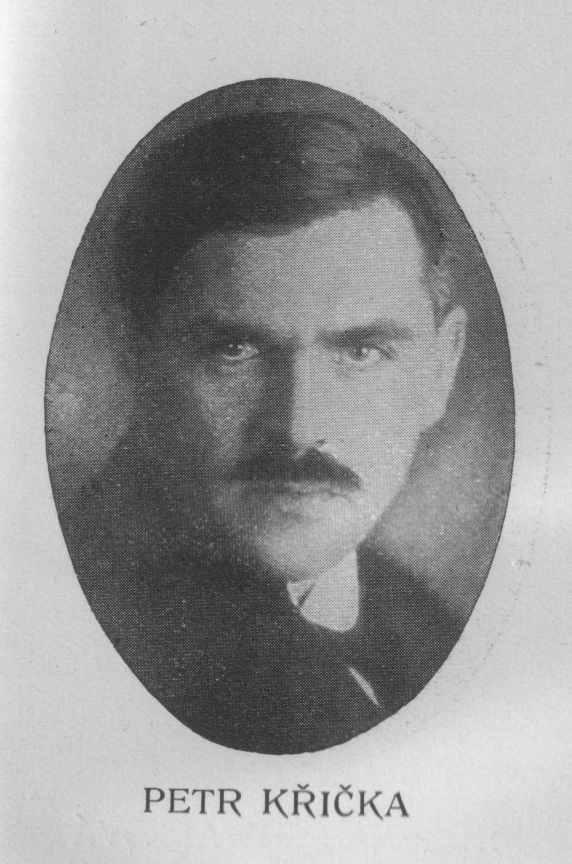
Petr Křička

Petr Křička (* 4. Dezember 1884 in Kelč; † 25. Juli 1949 in Okarec, heute Ortsteil von Třebíč) war ein tschechischer Gelehrter, Bibliothekar, Dichter, Kinderbuchautor und Übersetzer aus dem Russischen und Französischen (Anton Pawlowitsch Tschechow, Nikolai Wassiljewitsch Gogol, Michail Jurjewitsch Lermontow, Molière). Er war der Bruder von Jaroslav Křička.

## Leben
Nach dem Besuch der Realschule in Nové Město na Moravě studierte er mit siebzehn Jahren an der Technischen Hochschule und promovierte als Chemieingenieur. Von 1906 bis 1907 arbeitete er in Paris und besuchte dort Vorlesungen an der Sorbonne. Im Ersten Weltkrieg wurde er bereits zu Beginn verletzt. Während seiner Genesungsphase schrieb er seine erste Gedichtsammlung Šípkový keř, die ihn nach 1916 berühmt machte. In den 20er und 30er Jahren arbeitete er als Sprecher am Ministerium für Bildungswesen. In dieser Zeit besuchte er auch Italien, Deutschland und Frankreich. 1938 erkrankte er schwer an einer Herzkrankheit, an der er 11 Jahre später starb.

## Werke
- Šípkový keř, 1916
- Bílý štít, 1919
- Svět zvířat, 1919
- Hoch s lukem, 1924
- K 28.říjnu 1926. 1926
- Výbor z básní, 1927
- Z lyriky Petra Křičky, 1929
- Suchá jehla : Humor – úsměv – satira : Verše a próza, 1933
- Chléb a sůl, 1933
- Sedm vybraných básní Petra Křičky, 1935
- O Horácku a Horácích. Karel Janout 1937
- Časný podzim, Novina, 1940
- Dvě básně. Jevíčko 1940.
- Lyže, naše křídla. 1944
- Světlý oblak – Dvanáct zpěvů z temných let, 1945
- O neposlušném Budulínkovi – pohádka starého čmeláka, 1945
- Píseň meče – Básně epické, 1946
- Běsové – Z válečné lyriky, 1946
- Ďábel frajtrem – Druhé války světové stručný přehled veršem, 1947
- Zvon mečej, 1948
- Přípitek, 1948
- Láska vlastenecká, 1949
- Z díla, 1954
- Tak nikde skřivánek nezpívá, 1957
- Jedna jednou, 1966
- Květ šípkový – výbor veršů, 1986
- Jedna lomená jednou